# Tehuana (planta)
Tehuana es un género monotípico de planta herbácea erecta de la familia de las asteráceas. Su única especie, Tehuana calzadae, es originaria de México en Oaxaca, Tehuantepec, en San Pedro Huamelula.

## Taxonomía
Tehuana calzadae fue descrita por José L. Panero y Villaseñor y publicada en Systematic Botany 21(4): 555. 1996[1997].